# Selekce spermií
Selekce spermií je metodou výběru optimálních spermií k oplodnění vajíčka. Využívá se při umělém oplodnění a nejčastěji slouží k oddělení zdravých spermií od poškozených.
Při umělém oplodnění se může selekce spermií využít také pro výběr pohlaví, ale pouze v případě, že hrozí závažné dědičné zdravotní komplikace spjaté s konkrétním pohlavím.

## Selekce poškozených spermií
Poškození DNA spermie může být příčinou mužské neplodnosti. Spermie s poškozenou DNA často nejsou schopné vajíčko oplodnit a pokud se embryu nepodaří poškození opravit, může být výsledkem dělení embrya, zastavení vývoje nebo potrat.
Negativní vliv na poškození spermií má kouření, znečištěné životní prostředí, vyšší věk muže, užívání některých léků, ale také různá zánětlivá onemocnění, která zvyšují teplotu varlat.
Spermie mají omezenou životnost, která se liší v závislosti na jedinci a zaniká tzv. apoptózou. Apoptóza se projevuje přítomností vysoké míry fosfatidylserinu, díky kterému ji lze detekovat a pomocí selekce spermií poškozené spermie oddělit.

## Magnetická selekce spermií (MACS)
Poškozené spermie se standardně nedají rozlišit od zdravých spermií, ale systém magnetické selekce spermií (tzv. MACS) označí před separací poškozené spermie pomocí magnetických nanočástic. Mezi magnety se umístí tzv. magnetická separační kolona, přes kterou poté spermie putují a zachytávají se. Nepoškozené žijící spermie kolonou protečou a shromažďují se pro další použití. Následně se mohou použít oplozovací techniky asistované reprodukce, jakými jsou např. Oplodnění ve zkumavce, intracytoplazmatická spermiová injekce (ICSI) nebo intracytoplazmatická injekce předvybraných spermií (PICSI).
MACS výrazně zvyšuje šanci na oplodnění většího množství vajíček, zisk většího množství embryí a další vývoj většího množství embryí.
Metoda se doporučuje pacientům s idiopatickou neplodností, nedostatečnou kvalitou ejakulátu, vyšším množstvím zlomů DNA ve spermiích, při opakovaném zastavení vývoje embryí nebo při opakovaně chybném vývoji do stadia blastocysty.

## Výběr pohlaví potomka
Při umělém oplodnění může selekce spermií pro výběr pohlaví dítěte zabránit dědičným onemocněním, která jsou spjata s pohlavím. Jedná se například o hemofilii nebo Duchennovu svalovou dystrofii, která postihuje především chlapce.